# Олива, Олег Русланович
Оле́г Русла́нович Оли́ва (укр. Олег Русланович Олива; род. 26 июня 1998, Буск) — украинский военнослужащий, майор, участник российско-украинской войны. Герой Украины (2023).

## Биография
Родился 26 июня 1998 года в городе Буск Львовской области. В 2015 году поступил в Военную академию в Одессе, которую окончил в 2019 году.
Служит в 81-й отдельной аэромобильной бригаде Десантно-штурмовых войск ВСУ, где занимал должности командира аэромобильной роты и заместителя командира 122-го отдельного аэромобильного батальона.
С начала полномасштабного вторжения России в Украину 24 февраля 2022 года находился с подразделением в городе Беловодск Луганской области. Участвовал в боях за населённые пункты Счастье, Геёвка, Чермалык, Станица Луганская, Кременная, Рубежное, Северодонецк и Белогоровка. По заявлению украинской стороны, под его командованием подразделение уничтожило пять танков, восемь БМП и более сотни солдат противника; значительное количество противников было взято в плен. Несмотря на полученные ранения, Олива неоднократно возвращался в строй.

## Награды
- Звание «Герой Украины» с вручением ордена «Золотая Звезда» (24 июня 2023) — за личное мужество и героизм, проявленные в защите государственного суверенитета и территориальной целостности Украины, верность военной присяге[3].
- Орден Богдана Хмельницкого III степени (11 мая 2022) — за личное мужество и высокий профессионализм, проявленные в защите государственного суверенитета и территориальной целостности Украины, верность военной присяге<[4].
- Орден «За мужество» III степени (29 марта 2022) — за личное мужество и самоотверженные действия, проявленные в защите государственного суверенитета и территориальной целостности Украины, верность военной присяге[5].